# Landgericht Teisendorf
Das Landgericht Teisendorf war ein von 1811 bis 1818 bestehendes bayerisches Landgericht älterer Ordnung mit Sitz in Teisendorf.

## Geschichte
Vorläufer war das Pfleggericht Teisendorf, eine Verwaltungseinrichtung im Erzstift Salzburg mit Sitz auf Raschenberg und später in Teisendorf. 1803 wurde das Erzstift Salzburg in ein säkularisiertes Kurfürstentum umgewandelt, die Pfleggerichte blieben bestehen. 1805 wurde Salzburg zusammen mit Berchtesgaden dem neuen Kaisertum Österreich zugeschlagen und 1810 an das Königreich Bayern angegliedert.
Nach seinem Beschluss vom 30. November 1810 ließ der bayerische König Maximilian I. Joseph am 9. Januar 1811 die Bildung des Landgerichts Teisendorf aus den vormaligen Pfleggerichten Teisendorf und Tettelham (mit Sitz in Waging am See) bekanntgeben. 1818 wurde das Landgericht Teisendorf jedoch schon wieder aufgelöst und der Großteil seines Sprengels dem Landgericht Laufen zugeschlagen, um dessen Verlust eines großen Teils seines Zuständigkeitsbereichs als Ergebnis des Wiener Kongresses wieder auszugleichen. Die restlichen Gemeinden des aufgelösten Landgerichts Teisendorf waren Stoißberg  (heute: Anger), Högl (1978 eingegliedert in die Gemeinde Anger) und Piding, die zeitgleich dem Landgericht Reichenhall zugeordnet wurden.